# 都田川
都田川（みやこだがわ）は、静岡県浜松市浜名区を流れる都田川水系の本流で二級河川。渋川地区以北の源流部は久留米木川と呼ばれる。

## 地理
静岡県浜松市北部の鳶ノ巣山に源を発して遠州灘に注ぐ。下流部に位置する浜名湖も都田川水系の一部として指定されており、浜名湖やその支湖に流入する河川も都田川水系の河川として指定されている。都田川水系全体の二級河川指定区間166キロメートルで、流域面積524平方キロメートルは静岡県内の二級水系では最大の流域面積である。
都田川本川の流路延長は約50キロメートル。源流部から南寄りに流れるが、その流れは三方原台地の影響を受ける。三方原台地はかつて天竜川によって形成された砂礫の扇状地が地盤隆起によって台地となったものであり、都田川は三方原台地と三岳山地の縫合線に沿って西向きに流れを変える。都田川は引佐細江湖を経て浜名湖に至り遠州灘へと注ぐ。
浜松市北部の山間地域を流れているため、キャンプ場や釣りのスポットとしても人気がある。

## 主な支流
二級河川を下流側から順に記載する。
| 河川              | よみ                          | 次数    | 管理者        | 主な経過地                   | 河川延長 （km） | 備考                        |
| ----------------- | ----------------------------- | ------- | ------------- | ---------------------------- | --------------- | --------------------------- |
| 都田川 川宇蓮川   | みやこだがわ かおれがわ       | 本川    | 静岡県 浜松市 | 湖西市、浜松市中央区・浜名区 | 49.94           |                             |
| 笠子川            | かさごがわ                    | 1次支川 | 静岡県 湖西市 | 湖西市                       | 3.02            | 浜名湖で都田川に合流        |
| 坊瀬川            | ぼうぜがわ                    | 2次支川 | 静岡県 湖西市 | 湖西市                       | 2.8             |                             |
| 入出太田川        | いりでおおたがわ              | 1次支川 | 静岡県        | 湖西市                       | 3.1             | 浜名湖で都田川に合流        |
| 今川              | いまがわ                      | 1次支川 | 静岡県        | 湖西市                       | 3.73            | 浜名湖で都田川に合流        |
| 釣橋川 只木川     | つりばしがわ ただきがわ       | 1次支川 | 静岡県 浜松市 | 湖西市、浜松市浜名区         | 5.77            | 猪鼻湖→浜名湖で都田川に合流 |
| 西神田川 神田川   | にしかんだがわ かんだがわ     | 2次支川 | 静岡県 浜松市 | 浜松市浜名区                 | 3.12            | 猪鼻湖で釣橋川に合流        |
| 都築大谷川        | つづきおおやがわ              | 2次支川 | 静岡県 浜松市 | 浜松市浜名区                 | 3.72            | 猪鼻湖で釣橋川に合流        |
| 宇志川            | うしがわ                      | 2次支川 | 静岡県 浜松市 | 浜松市浜名区                 | 1.12            | 猪鼻湖で釣橋川に合流        |
| 日比沢川 本坂北川 | いびざわがわ ほんざかきたがわ | 2次支川 | 静岡県 浜松市 | 浜松市浜名区                 | 4.42            |                             |
| 南川 本坂南川     | みなみがわ ほんざかみなみがわ | 3次支川 | 静岡県 浜松市 | 浜松市浜名区                 | 1.35            |                             |
| 宇利山川          | うりやまがわ                  | 2次支川 | 静岡県 浜松市 | 浜松市浜名区                 | 3.35            |                             |
| 平山川            | ひらやまがわ                  | 3次支川 | 静岡県        | 浜松市浜名区                 | 3.05            |                             |
| 川名宮川          | かわなみやかわ                | 2次支川 | 静岡県        | 浜松市浜名区                 | 2.05            |                             |
| 井伊谷川 深沢川   | いいのやがわ ふかざわがわ     | 1次支川 | 静岡県 浜松市 | 浜松市浜名区                 | 10.07           |                             |
| 神宮寺川 陣座川   | じんぐうじがわ じんざがわ     | 2次支川 | 静岡県        | 浜松市浜名区                 | 9.3             |                             |
| 灰ノ木川 西下堀川 | はいのきがわ にししもぼりがわ | 1次支川 | 静岡県 浜松市 | 浜松市浜名区                 | 4.26            |                             |
| 獺渕川 田代川     | おそぶちがわ たしろがわ       | 1次支川 | 静岡県 浜松市 | 浜松市浜名区                 | 2.5             |                             |
| 花川              | はなかわ                      | 1次支川 | 静岡県        | 浜松市中央区                 | 5.2             | 庄内湖→浜名湖で都田川に合流 |
| 和地大谷川 大谷川 | わじおおたにがわ おおたにがわ | 2次支川 | 静岡県 浜松市 | 浜松市中央区                 | 2.2             |                             |
| 伊佐地川          | いさじがわ                    | 1次支川 | 静岡県        | 浜松市中央区                 | 3.25            | 庄内湖→浜名湖で都田川に合流 |
| 新川              | しんかわ                      | 1次支川 | 静岡県        | 浜松市中央区                 | 13.83           | 浜名湖で都田川に合流        |
| 九領川            | くりょうがわ                  | 2次支川 | 浜松市        | 浜松市中央区                 | 3.5             |                             |
| 堀留川            | ほりどめがわ                  | 2次支川 | 静岡県        | 浜松市中央区                 | 4.06            |                             |
| 東神田川          | ひがしかんだがわ              | 2次支川 | 静岡県        | 浜松市中央区                 | 5.61            |                             |
| 旧新川            | きゅうしんかわ                | 2次支川 | 静岡県        | 浜松市中央区                 | 1.6             |                             |
| 段子川            | だんずがわ                    | 2次支川 | 浜松市        | 浜松市中央区                 | 5.17            | 佐鳴湖で新川に合流          |
| 権現谷川          | ごんげんやがわ                | 3次支川 | 浜松市        | 浜松市中央区                 | 3.4             |                             |

## 主な河川施設
- 都田川ダム（静岡県浜松市浜名区引佐町東久留女木/浜名区引佐町川名）

## 主な橋梁

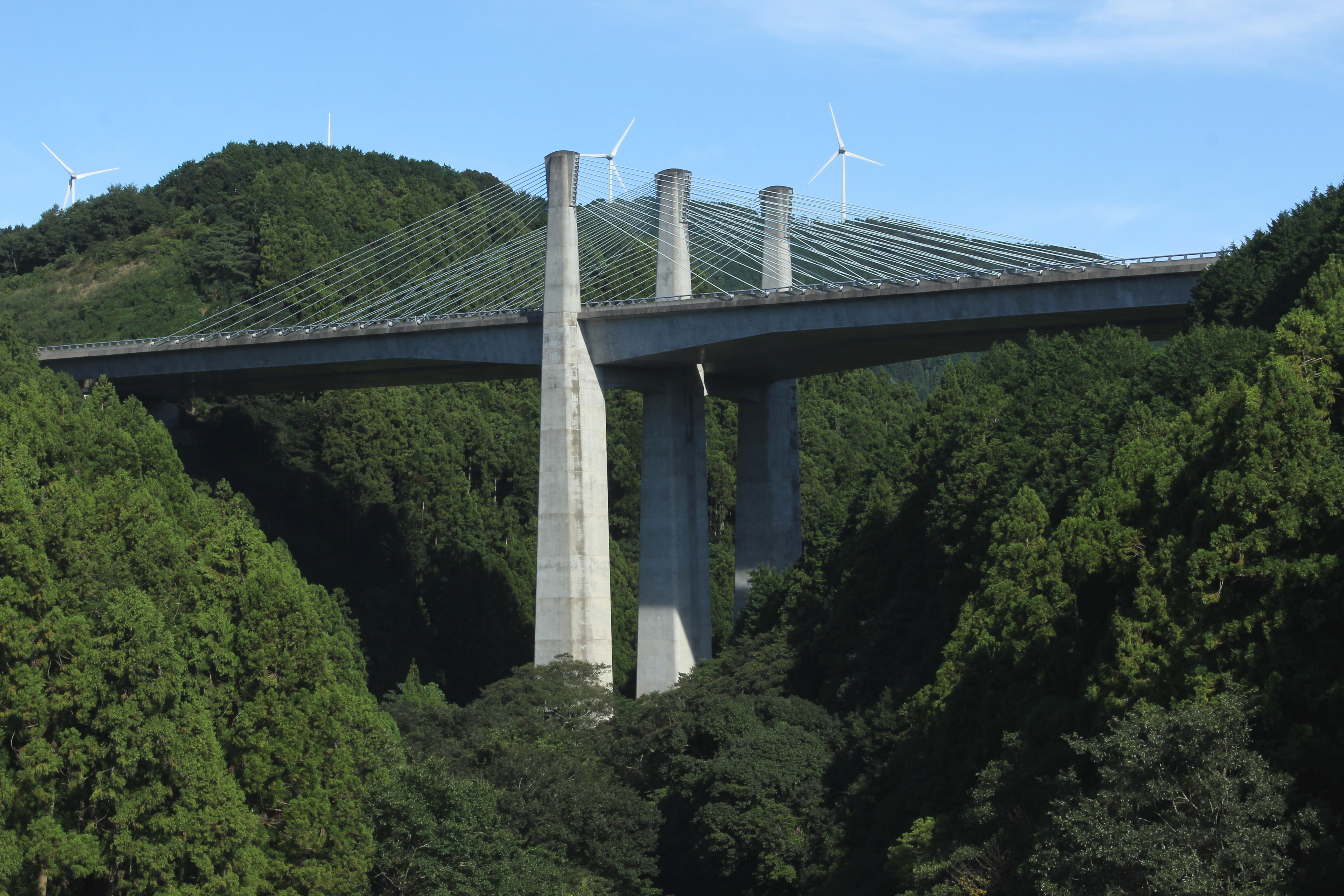
都田川橋（2019年10月撮影）

- 都田川橋（新東名高速道路）
- 藤渕橋（国道362号）
- 新祝田橋（国道257号）
- 落合橋（静岡県道261号磐田細江線）
- 曳舟橋（静岡県道49号細江舞阪線）